# 등처눌
등처눌(鄧處訥, ? ~ 894년)은 중국 당나라 말기에 활약했던 군벌로, 893년부터 894년까지 절도사의 신분으로서 무안군(武安軍, 본거지는 지금의 후난성 창사 시) 번진(藩鎭)을 지배하였다. 894년 그는 유건봉에게 패하여 죽임을 당했고, 유건봉은 무안군 번진을 점령하였다. 자는 충온(沖韞).

## 생애

### 출신 배경 및 초기 경력
등처눌은 소주(邵州, 지금의 후난성 사오양 시) 출신으로, 언제 태어났는지는 알려진 바 없다. 젊었을 때, 그는 강서도(江西道, 본거지는 지금의 장시성 난창 시)에서 온 장수였던 민욱의 휘하 사병이 되어 안남(安南, 지금의 북베트남)에 배치되었다.

### 민욱휘하에서
881년 민욱과 그의 병사들이 안남에서 돌아오는 길에 담주(潭州, 지금의 후난성 창사 시)를 지나게 되자, 민욱은 호남관찰사(湖南觀察使, 본거지는 담주)를 추방하고 호남도를 점령하였다. 그 직후, 민욱은 유후(留後)를 자칭하였고, 등처눌을 소주자사(邵州刺史)에 임명하였다.

### 무안군 번진을 탈취하다
886년 담주가 형주자사(衡州刺史, 지금의 후난성 헝양 시) 주악의 공격을 받고 있었을 무렵, 민욱은 채주(蔡州, 지금의 허난성 주마뎬 시) 일대를 중심으로 한 새로운 나라의 황제를 자칭했던 군벌 진종권의 휘하 장수 황호(黃皓)를 맞이하여, 주악의 공격에 맞서 자신을 도와 지키게 하였다. 하지만, 황호는 담주성에 입성하자마자, 민욱을 암살해 버렸다. 그 후, 주악은 황호를 격파, 살해하고 흠화군(欽化軍. 당시에는 이 군호(軍號)로 명명되어 있었다) 번진을 점령하였으며, 최종적으로는 그곳의 절도사(節度使)로 임명되었다.
민욱의 죽음을 전해들은 등처눌은 그를 위하여 주악을 비난하면서, 비통하게 민욱을 애도하며 제장들에게 말하였다.
| “ | 나와 공들은 복야(僕射, 민욱)의 큰 은혜를 받았소. 그런데 주악은 아무런 이유도 없이 그를 죽였소. 나는 공들과 함께 복야의 원수를 갚고자 우리 주의 힘을 다하고 싶소. 우리 할 수 없겠소? | ” |

제장들은 그에게 동의하였다. 그는 7년간 자신의 군대를 조련시켰고, 893년 낭주자사(朗州刺史, 지금의 후난성 창더 시) 뇌만과 결탁하여 담주를 공격하여 그곳을 함락시켰다. 그는 주악을 죽이고 무안군(당시 흠화군은 무안군으로 군호가 다시 명명되어 있었기 때문이었다) 유후를 자칭하였다. 894년 봄, 당 소종은 그를 정식으로 절도사에 임명하였다.

### 패망
그러나 그 해 연말에, 유건봉과 마은이 이끄는 군대가 무안군에 다가왔다. 등처눌은 그의 장수인 소주지휘사(邵州指揮使) 장훈(蔣勛)과 등계숭(鄧繼崇)을 파견하여 소주 군대와 함께 용회관(龍回關, 지금의 사오양 시에 있었다)에서 공격을 저지하게 하였다. 마은은 장훈과 등계숭에게 유건봉의 성공은 예고되었으며, 저항할 수 없다고 설득하였고, 그들은 군대를 해산시켰다. 마은은 그들이 입었던 군복들을 접수하고, 곧장 담주를 향해 진군하였다. 담주 수비군은 이들이 소주에서 온 병사들이라 믿고 아무런 방비도 하지 않았다. 마은은 곧장 성중과 군부(軍府)로 들어가서, 마침 잔치를 벌이고 있었던 등처눌을 사로잡아 참수하고, 유건봉에게 번진을 점령하게 하였다.

## 주해, 출전 및 참고 자료
1. 1 2  《신당서》, 권186.
2. ↑  《자치통감》, 권254.
3. ↑  《자치통감》, 권256.
4. 1 2 3 4  《자치통감》, 권259.

- 《신당서》, 권186.
- 《자치통감》, 권259.

| 전임 주악 | 무안군절도사 893년 ~ 894년 | 후임 유건봉 |